# Bruttobauland
Als Bruttobauland wird die Summe aller Baugrundstücke einschließlich der zugehörigen Grün-, Verkehrs- und Wasserflächen innerhalb eines zur Bebauung vorgesehenen oder bereits bebauten Gebiets verstanden. Wird die Betrachtung ausschließlich auf Wohnbebauung beschränkt, so ist der Begriff Bruttowohnbauland zu verwenden. 
Im Zusammenhang mit dem Bruttobauland lassen sich die Größen Bruttowohndichte und Bruttowohnungsdichte definieren. Die Bruttowohndichte beschreibt die Anzahl der Einwohner je Hektar Bruttobauland. Die Bruttowohnungsdichte beschreibt dagegen die Anzahl der Wohnungen je Hektar Bruttobauland.